# Keetia purpurascens
Keetia purpurascens là một loài thực vật có hoa trong họ Thiến thảo. Loài này được (Bullock) Bridson mô tả khoa học đầu tiên năm 1986.